# 弾琴男子像

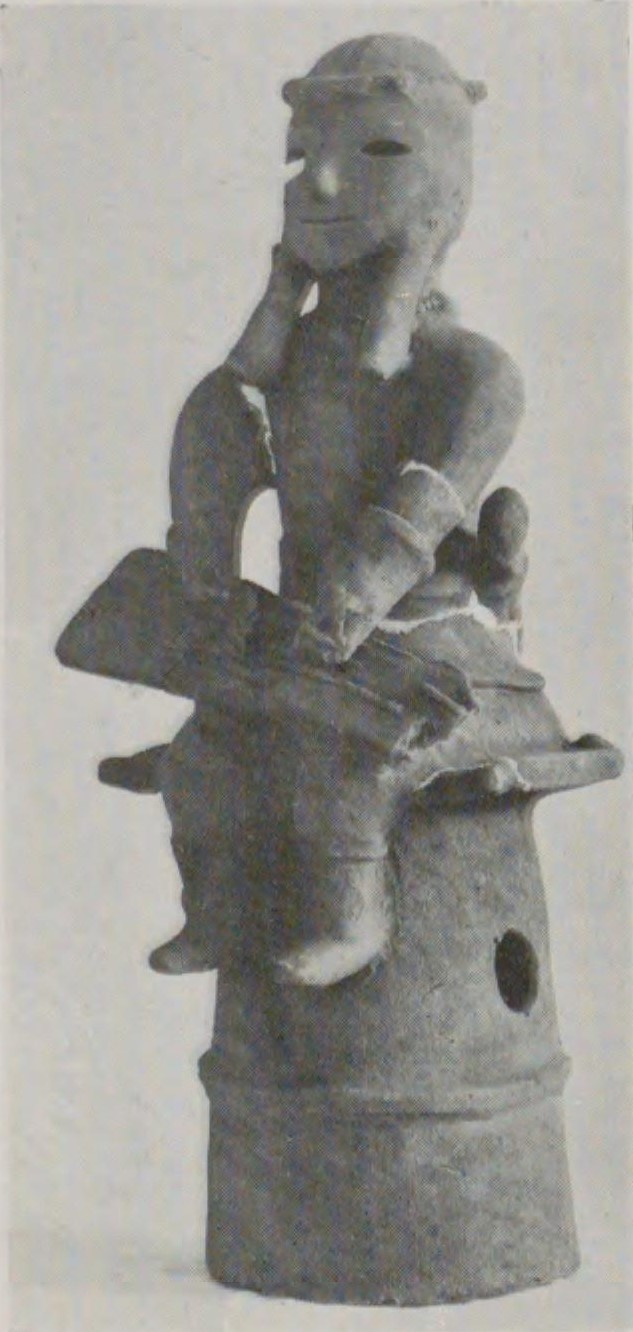
弾琴男子像（埴輪男子倚像、重要文化財）、相川考古館所蔵。

弾琴男子像（だんきんだんしぞう）または埴輪男子倚像（はにわだんしいぞう）は、群馬県伊勢崎市の公益財団法人相川考古館が所蔵する人物形象埴輪。国の重要文化財に指定されている。

## 概要
群馬県前橋市朝倉町（旧勢多郡上川淵村）で出土した。
「弾琴男子像」は相川考古館における展示資料名で、文化財としての指定名称は「埴輪男子倚像」である。当資料は、同館のシンボルマークになっており、公式Facebookや公式Twitterでは「ことはにくん」としてキャラクター化している。

### 特徴

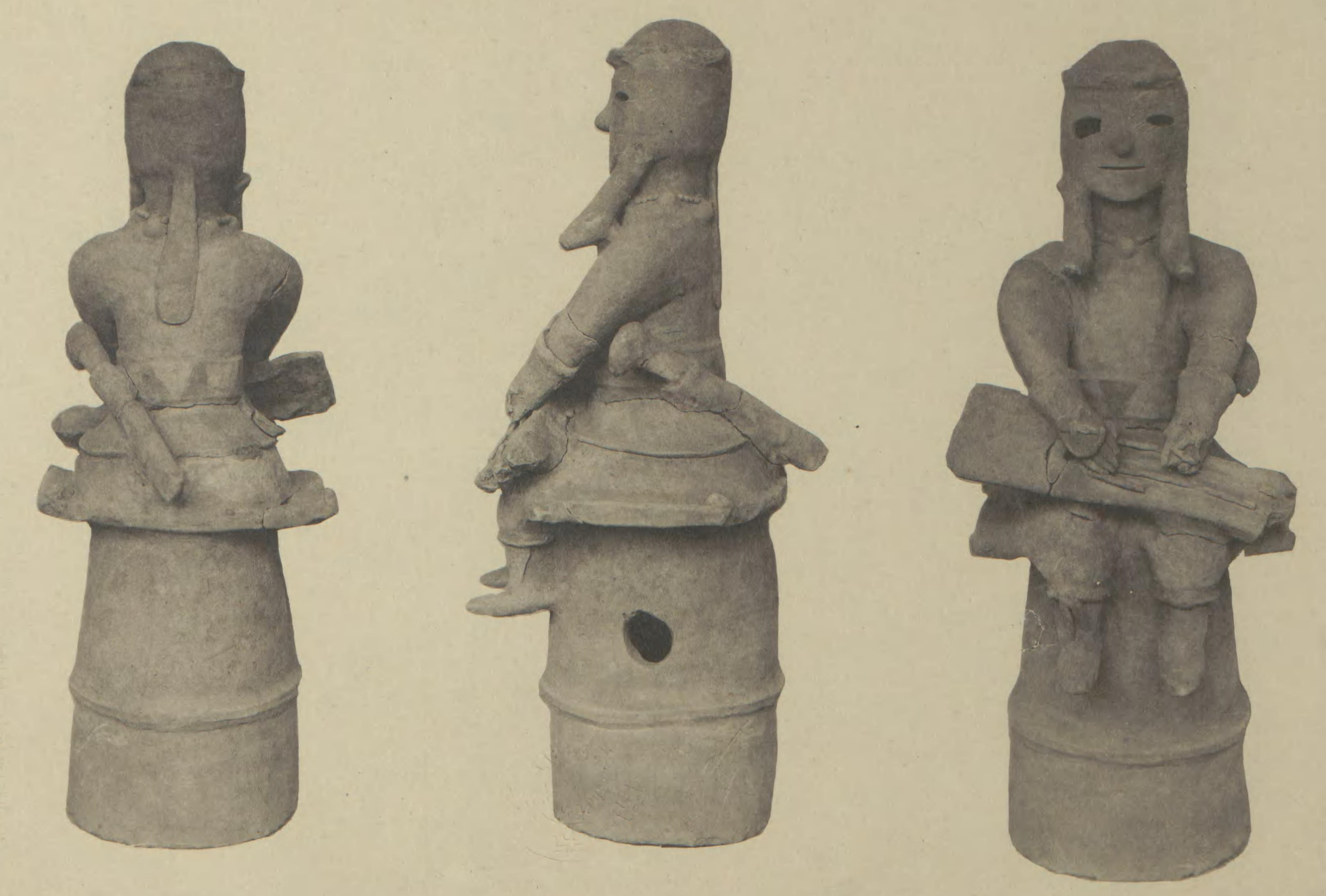
弾琴男子像の三面

男子が高い椅子に腰かけて膝の上に置いたコトを弾いている。なお、このコトは現在の13弦の箏とは異なる日本古来のもので、和琴（わごん）、大和琴/倭琴（やまとごと）などと呼ばれるものである。長さ約1メートルで木製（檜や桐）の板、あるいは竹を割ったものに5絃を張り、男子が膝の上で奏したと考えられている。また、このコトは単なる楽器としてではなく、祖先の祭りや占いなどの宗教的用具として用いられた貴重なアイテムであったと考えられ、『古事記』にもその記事が見える。
このような琴を弾く男子像は、楽器をもつ埴輪の中では最も多く、全国で30例ほど知られているが、ほぼ全身が残る類例は本項を含めて10例ほどあり、福島県西白河郡泉崎村の原山1号墳出土例（県指定有形文化財）や、神奈川県横須賀市の蓼原古墳出土例（市指定有形文化財）、大阪府四條畷市忍ヶ丘駅前遺跡出土例（市指定有形文化財）などが知られる。
人物埴輪の型式学研究を行った塚田良道によれば、琴を弾く埴輪像は、本項のもののような倚坐（いざ）と呼ばれる腰掛に座る姿、あるいは楽坐（がくざ）と呼ばれる琴を弾く人物特有の足裏を合わせた座り方の像を通例とし、現状では男子像に限られる。また古墳に並べられた埴輪群像の配置分析から、群像の中心的な存在である座像で構成されたグループに属し、饗宴の場で奏楽する人の姿と考えられている。